# Поточна змијуљица (врста)
Поточна змијуљица (Lampetra planeri) је вијун из реда Petromyzontiformes и породице Petromyzontidae.

## Распрострањење
Ареал врсте обухвата већи број држава у Европи. Врста има станиште у Андори, Аустрији, Белгији, Белорусији, Данској, Естонији, Ирској, Италији, Летонији, Литванији, Лихтенштајну, Луксембургу, Мађарској, Монаку, Немачкој, Норвешкој, Пољској, Португалу, Румунији, Русији, Словачкој, Уједињеном Краљевству, Украјини, Финској, Француској, Холандији, Чешкој, Шведској и Шпанији.

## Станиште
Станишта врсте су речни екосистеми и слатководна подручја.

## Угроженост
Ова врста није угрожена, и наведена је као последња брига јер има широко распрострањење.